# Johannes Sichard
Johannes Sichard bzw. Johann Sichard (auch Johann Sichardt, latinisiert Johannes Sichardus), (* 1499 in Tauberbischofsheim; † 9. September 1552 in Tübingen) war ein deutscher Humanist und Rechtsgelehrter.

## Leben
Nach Besuch der Schule in Erfurt wurde Johann Sichard 1514 immatrikuliert und machte 1518 den Magister artium. Dann war er Lehrer in München an einer schola poetica. 1521 ging er an die Universität Freiburg, wo er vergeblich eine Professur in Rhetorik anstrebte. Er erhielt diese 1525 auf Empfehlung des mit ihm befreundeten Professors Ulrich Zasius in Basel. 1527 unternahm er eine Forschungsreise zu rheinischen Klöstern und Domstiften. Die Ausbeute veröffentlichte er in rascher Folge:
- 1528 das Breviarium Alaricianum bzw. Lex Romana Visigothorum,
- 1530 die „Leges Riboariorum Baioarumque, quas vocant a Theodorico, rege Francorum latae, item Alemannorum leges, a Lothario rege late etc. etc.“.

1530 ging er wieder nach Freiburg, um bei seinem Förderer Zasius Jura zu studieren.
Am 28. November 1531 wurde er mit seinem Hausgenossen und späteren Biographen Johann Fichard aus Frankfurt a. M. promoviert. Im Sommer 1535 wurde er an die Eberhard Karls Universität Tübingen berufen, wo er bis zu seinem Tod 1552 lehrte. Er bekleidete mehrmals das Rektorat und Dekanat. Er war der einflussreichste Jurist des Herzogs von Württemberg in dieser Zeit. So war er 1551 auf dem Augsburger Reichstag und hat das württembergische Landrecht von 1555 mitentworfen.